# 데니스 오냥고
데니스 마신데 오냥고(스와힐리어: Denis Masinde Onyango, 1985년 5월 15일 ~ )는 우간다의 축구 선수로, 현재 남아프리카 공화국 프리미어 사커 리그의 마멜로디 선다운스에서 골키퍼로 활약하고 있다.
모국에서 선수 생활을 시작한 오냥고는 슈퍼스포츠 유나이티드, 음푸말랑가 블랙 에이시스, 그리고 마멜로디 선다운스와 함께 남아프리카 공화국 프리미어 사커 리그에서 활약했다. 마멜로디 선다운스와 함께, 그는 2016년 CAF 챔피언스리그에서 우승했고 2016년 FIFA 클럽 월드컵에 참가했다. 그는 2016년 아프리카에 기반을 둔 올해의 아프리카 선수로 선정되었다. 그는 또한 국제축구역사통계연맹이 집계한 2016년 목록에서 세계 최고의 골키퍼 10위에 올랐다.
그는 2017년 아프리카 네이션스컵에 우간다 대표로 참가했고, 2021년에 국제적으로 은퇴할 때까지 그들의 주장을 맡았다.

## 구단 경력

### 마멜로디 선다운스
2011년 남아프리카 공화국 프리미어 사커 리그의 마멜로디 선다운스에 입단했다.
2013년 8월 2일, 그는 리그 라이벌인 비드베스트 위츠로 임대 이적했다.
2014년 7월, 마멜로디 선다운스는 오냥고의 계약을 1년 연장하는 옵션을 행사했다.
오냥고는 2015-16년 시즌 PSL 골키퍼상(남아공 1부 리그 최고 선수)을 수상했고 선다운스가 기록적인 71점을 얻으면서 14장의 클린시트를 유지했다.
우간다 스포츠 언론 협회는 2016년 10월, 우간다에서 오냥고를 최고의 스포츠 인물로 뽑았다.
2017년 1월 5일, 그는 나이지리아에서 열린 CAF 어워드에서 2016년 아프리카에 기반을 둔 올해의 아프리카 선수로 선정되었다. 최종 집계에서 그는 2위인 카마 빌리엇의 228표와 비교하여 252표를 얻었다.

## 국가대표팀 경력
오냥고는 2005년 6월 18일, 카보베르데와의 2006년 FIFA 월드컵 예선 전에서 우간다 국가대표팀으로 합류해 데뷔했다. 그때부터 오냥고는 우간다 국가대표팀의 고정 선수가 되었다.
오냥고는 예선 조에서 6경기에서 단 2골만을 내줌으로써 우간다 국가대표팀이 2017년 아프리카 네이션스컵에 진출하는 것을 도왔다. 그는 2017년 1월 14일부터 2월 5일까지 가봉이 주최한 31번째 아프리카 네이션스컵에 처음으로 모습을 드러냈다.
그는 2017년 4월에 국가대표팀의 주장이 되었다. 2021년 4월 12일, 오냥고는 우간다가 2021년 아프리카 네이션스컵 출전권을 얻지 못하자 국제 은퇴를 선언했다.

## 플레이 스타일
오냥고는 페널티킥을 막아내는 것과 일대일 상황에서의 플레이로 유명하다. 전 선다운스 골키퍼 코치인 마크 앤더슨에 의해 묘사된 바와 같이, 그는 모두 둥글고, 매우 일관되고 침착하다.